# Koji Kondo
Koji Kondo (28 aprilie 1972 - 17 aprilie 2003) a fost un fotbalist japonez.

## Statistici
| Japonia | Japonia | Japonia |
| An      | Meciuri | Goluri  |
| ------- | ------- | ------- |
| 1994    | 2       | 0       |
| Total   | 2       | 0       |